# Peromyscopsylla takahasii
Peromyscopsylla takahasii är en loppart som beskrevs av Ono et Hasegawa 1955. Peromyscopsylla takahasii ingår i släktet Peromyscopsylla och familjen smågnagarloppor.

## Underarter
Arten delas in i följande underarter:
- P. t. takahasii
- P. t. michinoku